# 270472 Csörgei
270472 Csörgei è un asteroide della fascia principale. Scoperto nel 2002, presenta un'orbita caratterizzata da un semiasse maggiore pari a 2,6448402 au e da un'eccentricità di 0,0977653, inclinata di 10,82978° rispetto all'eclittica.
L'asteroide è dedicato all'astronomo amatoriale slovacco Tibor Csörgei.